# Sedum pedicellatum
Sedum pedicellatum är en fetbladsväxtart som beskrevs av Pierre Edmond Boissier och Reuter. Sedum pedicellatum ingår i Fetknoppssläktet som ingår i familjen fetbladsväxter. Inga underarter finns listade i Catalogue of Life.